# José Giral
José Giral y Pereira, född 22 oktober 1879 i Santiago de Cuba, död 23 december 1962 i Mexiko, var en spansk biokemist och politiker.
José Giral var före spanska inbördeskriget professor i farmakologi vid och rektor för Madrids universitet. Han var marinminister i Manuel Azañas regering 1931–1933 och i Santiago Casares Quirogas regering 1936. Samma år var han en kort tid ministerpresident, och 1937 blev han utrikesminister. Efter inbördeskriget uppehöll sig Giral i Frankrike 1939–1940 och i Mexiko 1940–1945. Han bildade i augusti 1945 den republikanska exilregering, som i februari 1946 provisoriskt tog säte i Paris. Sedan de spanska exilpolitikernas försök att med stöd av FN inleda en internationell politisk aktion mot Francisco Francos spanska regim huvudsakligen hade misslyckats, avgick Giral i januari 1947.